# Доган, Зехра
Зехра Доган (род. 1989) — курдская журналистка и художница. Основательница и редактор курдского новостного агентства «Jinha», в котором работают только женщины. В 2017 году была приговорена к 2 годам, 9 месяцам и 22 дням тюремного заключения за «пропаганду терроризма» из-за публикуемых ей новостей, постах в соцсетях, а также нарисованной ей картины, на которой были изображены последствия столкновения между турецкими военными и боевиками Рабочей партии Курдистана в городе Нусайбин. Заключение Доган вызвало острую международную реакцию, этому, в частности, посвящена одна из картин художника Бэнкси. 24 февраля 2019 года Зехра Доган была выпущена из тюрьмы в Тарсусе. В марте 2019 года она была номинирована на премию правозащитной организации «Index on Censorship».

## Биография
В феврале 2016 года. 21 июля 2016 года она была задержана в кафе, а затем арестована. 2 марта 2017 года была оправдана по обвинению в членстве в незаконной организации, но была признана виновной в «пропаганде терроризма» из-за публикуемых ей новостей, постах в соцсетях, а также нарисованной ей картины, на которой были изображены последствия столкновения между турецкими военными и боевиками Рабочей партии Курдистана в городе Нусайбин, и приговорена к 2 годам, 9 месяцам и 22 дням тюремного заключения.
В тюрьме Зехра и другие заключённые создали газету «Özgür Gündem Zindan», название которой является отсылкой к названию курдской газеты «Özgür Gündem».
29 октября 2016 года созданное Доган агентство «Jinha» было закрыто турецкими властями, как и ещё более 100 других СМИ.
В ноябре 2017 года китайский диссидент Ай Вэйвэй написал письмо, в котором выразил солидарность с Доган, а также провёл параллель между преследованиями оппозиционных деятелей искусства в Китае и Турции.

## Награды и премии
В 2015 году Зехра Доган стала лауреатом премии в области журналистики имени Метина Гёктепе, которая была присуждена ей за работу о езидках, сбежавших из плена Исламского государства.
В марте 2018 года британский художник Бэнкси показал в Нью-Йорке 20-метровое полотно, на котором была изображена Зехра Доган.
В октябре 2018 года Доган стала лауреатом премии Международного фонда женщин, работающих в СМИ.